# So Long (Fischer-Z)
So Long is een nummer van de Britse band Fischer-Z. Het nummer verscheen op hun album Going Deaf for a Living uit 1980. Op 14 maart van dat jaar werd het nummer eerst in Europa uitgebracht als de eerste single van het album. In augustus volgden Australië en Nieuw-Zeeland.

## Achtergrond
"So Long" is geschreven door John Watts, de zanger en gitarist van de band. De tekst gaat over ghosting, in de tekst vertelt de ik-persoon aan zijn voormalige vriendin, die blijkbaar ineens alle contact heeft verbroken, over hoeveel moeite dat hem heeft gekost.
"So Long" is de eerste single van de band waar een videoclip bij is opgenomen; deze clip volgt het verhaal van het nummer en laat tussendoor beelden zien waarin de band het nummer in een kleine studio ten gehore brengt. 
De plaat is in Nederland de grootste hit van Fischer-Z gebleken en was op zaterdag 24 mei 1980 Favorietschijf bij de NCRV op Hilversum 3 en werd een radiohit in de destijds drie landelijke hitlijsten op de nationale publieke popzender. De plaat bereikte de 12e positie in zowel de Nationale Hitparade als de Nederlandse Top 40 en piekte op een 11e positie in de TROS Top 50. In de  Europese hitlijst op Hilversum 3, de TROS Europarade, werd géén notering behaald.
In België bereikte de single de 14e positie in de voorloper van de Vlaamse Ultratop 50 en de 16e positie in de Vlaamse Radio 2 Top 30.  In Wallonië werd géén notering behaald.
De plaat wordt nog steeds regelmatig gedraaid op de radio. Ook in de sinds december 1999 jaarlijks uitgezonden NPO Radio 2 Top 2000 van de Nederlandse publieke radiozender NPO Radio 2, is de plaat populair gebleken; vanaf de tweede editie in 2000 staat de plaat elk jaar in de lijst, met als hoogste notering een 159e positie in 2001.

## Hitnoteringen

### Nederlandse Top 40
| Hitnotering: 31-05-1980 t/m 19-07-1980 | Hitnotering: 31-05-1980 t/m 19-07-1980 | Hitnotering: 31-05-1980 t/m 19-07-1980 | Hitnotering: 31-05-1980 t/m 19-07-1980 | Hitnotering: 31-05-1980 t/m 19-07-1980 | Hitnotering: 31-05-1980 t/m 19-07-1980 | Hitnotering: 31-05-1980 t/m 19-07-1980 | Hitnotering: 31-05-1980 t/m 19-07-1980 | Hitnotering: 31-05-1980 t/m 19-07-1980 | Hitnotering: 31-05-1980 t/m 19-07-1980 |
| Week                                   | 1                                      | 2                                      | 3                                      | 4                                      | 5                                      | 6                                      | 7                                      | 8                                      |                                        |
| -------------------------------------- | -------------------------------------- | -------------------------------------- | -------------------------------------- | -------------------------------------- | -------------------------------------- | -------------------------------------- | -------------------------------------- | -------------------------------------- | -------------------------------------- |
| Nummer                                 | 32                                     | 24                                     | 21                                     | 14                                     | 12                                     | 12                                     | 23                                     | 33                                     | uit                                    |

### Nationale Hitparade
| Hitnotering: 31-05-1980 t/m 26-07-1980 | Hitnotering: 31-05-1980 t/m 26-07-1980 | Hitnotering: 31-05-1980 t/m 26-07-1980 | Hitnotering: 31-05-1980 t/m 26-07-1980 | Hitnotering: 31-05-1980 t/m 26-07-1980 | Hitnotering: 31-05-1980 t/m 26-07-1980 | Hitnotering: 31-05-1980 t/m 26-07-1980 | Hitnotering: 31-05-1980 t/m 26-07-1980 | Hitnotering: 31-05-1980 t/m 26-07-1980 | Hitnotering: 31-05-1980 t/m 26-07-1980 | Hitnotering: 31-05-1980 t/m 26-07-1980 |
| Week                                   | 1                                      | 2                                      | 3                                      | 4                                      | 5                                      | 6                                      | 7                                      | 8                                      | 9                                      |                                        |
| -------------------------------------- | -------------------------------------- | -------------------------------------- | -------------------------------------- | -------------------------------------- | -------------------------------------- | -------------------------------------- | -------------------------------------- | -------------------------------------- | -------------------------------------- | -------------------------------------- |
| Positie                                | 37                                     | 21                                     | 14                                     | 13                                     | 16                                     | 12                                     | 17                                     | 24                                     | 25                                     | uit                                    |

### TROS Top 50
Hitnotering: 15-05-1980 t/m 24-07-1980. Hoogste notering: #11 (1 week).

### NPO Radio 2 Top 2000
Zorg dat je dit sjabloon alleen aanroept op een pagina gekoppeld aan Wikidata, of geef zelf een Wikidata-ID mee (zie uitleg).